# Oligomerus obtusus
Oligomerus obtusus är en skalbaggsart som beskrevs av Leconte 1865. Oligomerus obtusus ingår i släktet Oligomerus och familjen trägnagare. Inga underarter finns listade i Catalogue of Life.